# Rosiora aroides
Rosiora aroides är en fjärilsart som beskrevs av Swinhoe 1896. Rosiora aroides ingår i släktet Rosiora och familjen tandspinnare. Inga underarter finns listade.